# Sierra Boggess
Sierra Boggess es una cantante y actriz estadounidense de origen hispano, famosa por sus papeles en el teatro musical de su país.
Nació en Denver, Colorado, el 20 de mayo de 1982, y allí se crio hasta que se mudó al estado de Illinois para estudiar en la Universidad de Millikin, en donde se graduó en Teatro Musical.

## Carrera profesional
Su talento le permitió abrirse puertas en distintas producciones tanto en Broadway como en los Estados Unidos, entre las principales destacan: Cosette en el tour nacional del musical Los Miserables, María en West Side Story y Caridad Esperanza Valentin en Sweet Charity.
Su consagración en el ámbito musical llegó en 2006, cuando se integró en el elenco de El fantasma de la ópera, musical escrito por Andrew Lloyd Webber, en el montaje de Las Vegas, dando vida a Christine Daaé.
En el año 2007, llegó su oportunidad en un papel protagonista en Broadway, al ser elegida para interpretar el papel de Ariel, en el musical de Disney La sirenita (donde su maestra fue Mary Setrakian), el cual sustituyó al musical de La bella y la bestia en el Lunt-Fontanne Theatre.
Sierra realizó su debut en el West End de Londres interpretando el personaje de Christine Daaé en Love Never Dies, la secuela de The Phantom of the Opera, que estaba previsto en el Adelphi Theatre el 22 de febrero de 2010 y se estrenó oficialmente el 9 de marzo de 2010.
El 5 de marzo de 2011, Sierra dejó Love Never Dies, siendo sustituida por Celia Graham. Su siguiente proyecto fue un revival de la obra teatral "Master Class" en Broadway, que inició las funciones el 24 de mayo, estrenándose oficialmente el 24 de junio de 2011.
Además el 1 y 2 de octubre de 2011 volvió a ponerse en la piel de Christine Daaé para el 25º aniversario de The Phantom of the Opera que se celebró en el Royal Albert Hall de Londres junto a quien ya fue su compañero en la secuela del mismo musical en Love Never Dies Ramin Karimloo como El fantasma este interpretó el mismo rol que en el aniversario. Este musical fue editado en Blu-ray y contó al final del mismo con la participación del primer elenco y del mismo Andrew Lloyd Webber. Dos años después, Sierra se unió al elenco de The Phantom of the Opera en Broadway para interpretar de nuevo a Christine Daaé.
Tras casi 1000 funciones, abandonó ese rol para interpretar a Rebecca en el nuevo musical de Broadway It Shoulda Been You, estrenado el 30 de mayo de 2015. Además, participó junto a su amiga de la infancia Lisa Howard. Tras el poco éxito de esta obra, se unió a School of Rock de Lloyd Webber en marzo de 2016 para interpretar el rol protagónico de Ms. Rosalie Mullins, la rectora del School of Rock. Esta, por el contrario, tuvo un gran éxito de taquilla. Sin embargo, abandonó el musical para volver a interpretar a Christine Daaé, esta vez en París como Le Fantôme de l'Opera, siendo la primera vez que se representa en francés. El estreno fue el 13 de octubre de 2016 en el Théâtre Mogador de París, coincidiendo con el trigésimo aniversario del espectáculo.